# Weer of geen weer
Weer of geen weer was een populair radioprogramma over de natuur dat door de VARA werd uitgezonden in de periode van 1955 tot 1978.
Presentator van het zondagochtendprogramma was Bert Garthoff. De VARA koos bewust voor een ander programma dan de gebruikelijke orgelmuziek op dat tijdstip. VARA-voorman Jan Broeksz wilde met het programma aangeven wat de luisteraars die dag met hun vrije tijd zouden kunnen doen. Zo werden tips gegeven voor het bezoek van steden of natuurgebieden, die het effect van de oproep die dag ook merkten aan een groter aantal bezoekers dan anders.
Het programma besteedde ook - als een van de eerste en weinige radioprogramma's - aandacht aan natuurbescherming en milieuvervuiling.  Garthoff kon daarbij soms fel uithalen naar milieuvervuilende bedrijven. Bekende rubrieken van het programma waren het weerbericht, verzorgd door Gerrit Eerenberg als 'Gerrit de weerman'   en de natuurrubriek van de Groningse bioloog Fop I. Brouwer over ‘Alles wat leeft en groeit en ons altijd weer boeit'. Een vaste medewerker was voorts Leo de Beer, die zorgde voor de muziekkeuze. In de wintermaanden werd het programma omgedoopt in "IJs en weder dienende".
Na de pensionering van Garthoff besloot de VARA met het programma te stoppen omdat het te zeer verbonden was met de presentator. Weer of geen weer kreeg wel een opvolger: het VARA natuurprogramma Vroege Vogels.